# Schizocosa bilineata
Schizocosa bilineata là một loài nhện trong họ Lycosidae.
Loài này thuộc chi Schizocosa. Schizocosa bilineata được James Henry Emerton miêu tả năm 1885.